# 禁中並公家諸法度
禁中並公家諸法度（きんちゅうならびにくげしょはっと）は、元和元年（1615年）7月に江戸幕府が二条城において、禁中（＝天皇）及び公家に対する関係を確立するために定めた制定法。禁中并公家中諸法度、禁中竝公家諸法度、禁中方御条目、略して公家諸法度とも。

## 概要
禁中並公家諸法度（当初は「公家諸法度」）は、徳川家康が金地院崇伝に命じて起草させた法度である。豊臣氏滅亡後の元和元年7月17日（1615年9月9日）、二条城において大御所（前将軍）・徳川家康、二代将軍・徳川秀忠、元関白・二条昭実の3名の連署をもって公布された。署名は、二条昭実、秀忠、家康の順である。漢文体、全17条。発布されたときは「公家諸法度」であったが17世紀末に語頭に「禁中並」が加えられた。呼称を変更したのみで内容の変更はされておらず、その内容は江戸幕府終焉まで変わらなかった。これは何度も改定が行われた武家諸法度とは対照的である。
この法度の制定に先立ち、幕府は朝廷への干渉を強めていた。その端緒は、慶長14年（1609年）に発覚した女官らの密通事件（猪熊事件）である。事件後の慶長16年（1611年）、豊臣政権から徳川幕府への過渡期の朝廷をたくみに采配した後陽成天皇が退位し、後水尾天皇が即位した。慶長18年6月16日（1613年8月2日）には、「公家衆法度」「勅許紫衣之法度」「大徳寺妙心寺等諸寺入院法度」が定められた。さらに、慶長20年（1615年）の公家諸法度に至って、公家のみならず天皇までを包含する基本方針を確立した。以後、この法度により、幕府は朝廷の行動を制約する法的根拠を得て、江戸時代の公武関係を規定することとなった。
本来、本法度や寺社法度は方広寺大仏・大仏殿の開眼供養に出席するため家康が上洛する際に発布する計画であり、そのための資料収集が行われていた。しかし方広寺鐘銘事件と続く大坂の陣により計画は修正を余儀なくされ、結果として豊臣家滅亡後の発布となった。なお武家諸法度も同時に発布する計画があったかは不明だが、同様の資料収集は行われている。
また、寛永8年11月17日（1632年1月8日）には、後水尾上皇の主導で、青年公家の風紀の粛正と朝廷行事の復興の促進を目的とする「若公家衆法度」が制定された。この制定過程に幕府は間接的な関与しか行わなかったものの、その役割は禁中並公家諸法度を補完して、公家の統制を一層進めるものとなった。

## 各条の内容
参照：禁中並公家諸法度 - ウィキソース
全文は17条からなる。1条から12条が皇室および公家が厳守すべき諸規定、13条以下が僧の官位についての諸規定となっている。原本は万治4年1月15日（1661年2月14日）の御所火災で焼失し、その後副本を元にして復元された。また、公家などの写本もいくつも存在するものの、現存する本によって細かい語句などで違いがある。
| 法条   | 主な内容                               | 原文・現代語訳 |
| ------ | -------------------------------------- | --- |
| 第1条  | 天皇の主務                             | 一 天子諸藝能之事、第一御學問也。不學則不明古道、而能政致太平者末之有也。貞觀政要明文也。寛平遺誡、雖不窮經史、可誦習群書治要云々。和歌自光孝天皇未絶、雖爲綺語、我國習俗也。不可棄置云々。所載禁秘抄御習學専要候事。 （天子が身に付けなければならない学問・芸術の中で、第一は御学問である。学ばなければ昔からの古来の道義・学問・文化にくらくなり、それで政治を手落ちなく行い太平をもたらした事は、いまだかつてない。このことは『貞観政要』に明確に書かれている。『寛平遺誡』に、古典儒学の書や歴史書は窮めずとも、『群書治要』を読み習うべきだと記されている。和歌は、光孝天皇からいまだ絶えていない。美しく飾った言葉に過ぎないとはいえ、わが国の習俗であり捨て置いてはならないと書いてある。『禁秘抄』に書き載せられていることを学ばなければならない。） |
| 第2条  | 三公（太政大臣、左大臣、右大臣）の座次 | 一 三公之下親王。（以下略）（現役の三公の席次は、親王より上である。） |
| 第3条  | 清華家の大臣辞任後の座次               | 一 淸花之大臣、辭表之後座位、可爲諸親王之次座事。 （辞任後の三公の席次は、親王より下である。） |
| 第4条  | 摂関の任免                             | 一 雖爲攝家、無其器用者、不可被任三公攝關。況其外乎。 （摂関家の生まれであっても、才能のない者が三公（太政大臣、左大臣、右大臣）・摂政・関白に任命されることがあってはならない。ましてや、摂関家以外の者の任官など論外である。） |
| 第5条  | 摂関の任免                             | 一 器用之御仁躰、雖被及老年、三公攝關不可有辭表。但雖有辭表、可有再任事。 （能力のある三公・摂政・関白が高齢だといえども辞めてはならない。ただし、辞任したとしても、再任は有るべきである。） |
| 第6条  | 養子                                   | 一 養子者連綿。但、可被用同姓。女縁其家家督相續、古今一切無之事。 （養子は（父親と）同姓から取らねばならない。女縁の養子が家督を相続してはいけない。） |
| 第7条  | 武家官位                               | 一 武家之官位者、可爲公家當官之外事。 （武家の官位は、公家の官位とは別のものとする 。） |
| 第8条  | 改元                                   | 一 改元、漢朝年號之内、以吉例可相定。但、重而於習禮相熟者、可爲本朝光規之作法事。 （改元は、漢朝（中国の漢の朝廷、また、漢の時代、あるいは中国）の年号から良いものを選ぶべきである。ただし、今後（担当者が）習礼を重ねて相熟むようになれば、日本の先例によるべきである。） |
| 第9条  | 天子以下諸臣の衣服                     | 一 天子禮服、大袖、小袖、裳、御紋十二象（以下略） |
| 第10条 | 諸家昇進の次第                         | 一 諸家昇進之次第、其家々守舊例可申上。（以下略） |
| 第11条 | 関白や武家伝奏などの申渡違背者への罰則 | 一 關白、傳奏、并奉行職事等申渡儀、堂上地下輩、於相背者、可爲流罪事。 （関白・武家伝奏・奉行職が申し渡した命令に堂上家・地下家の公家が従わないことがあれば流罪にするべきである。） |
| 第12条 | 罪の軽重の名例律准拠                   | 一 罪輕重可被守名例律事。 |
| 第13条 | 摂家門跡の座次                         | 一 攝家門跡者、可爲親王門跡之次座。（以下略） |
| 第14条 | 僧正、門跡、院家の任命叙任             | 一 僧正大、正、權、門跡院家可守先例。至平民者、器用卓抜之仁希有雖任之、可爲准僧正也。但、國王大臣之師範者各別事。 |
| 第15条 | 僧正、門跡、院家の任命叙任             | 一 門跡者、僧都大、正、少、法印任叙之事。院家者、僧都大、正、少、權、律師法印法眼、任先例任叙勿論。但、平人者、本寺推擧之上、猶以相選器用、可申沙汰事。 |
| 第16条 | 紫衣の寺住持職                         | 一 紫衣之寺住持職、先規希有之事也。近年猥勅許之事、且亂臈次、且汚官寺、甚不可然。於向後者、撰其器用、戒臈相積、有智者聞者、入院之儀可有申沙汰事。 （紫衣を許される住職は以前は少なかった。しかし、近年はみだりに勅許が行われて（紫衣の）席次を乱しており、ひいては寺院の名を汚すこととなり、大変よろしくない。今後は（当人の能力をもって）紫衣を与えるべきかどうかを良く選別し、その住職が紫衣を与えるに相応しい住職であることを確かめた上で、紫衣を与えるべきである。） |
| 第17条 | 上人号                                 | 一 上人號之事、碩學之輩者、本寺撰正權之差別於申上者、可被成勅許。但、其仁躰、佛法修行及廿箇年者可爲正、年序未滿者、可爲權。猥競望之儀於有之者、可被行流罪事。 |
|        | 末文、作成年月日、署名花押             | 右可被相守此旨者也。 （このむねをあいまもらるべきものなり） 慶長廿年乙卯七月日 （慶長20年7月） 昭 實（花押） 秀 忠（花押） 家 康（花押） |

## この法度の分析
天皇に学問、和歌の修学を義務付けた第一条は、かつては天皇を天下国家から遠ざけ和歌や風流の世界に閉じ込めるために規定されたものと解釈されていたが、1980年代頃から解釈の見直しの研究が進み、幕府が定めた規定は従来からある天皇の日本の国王や帝王としての地位を認めつつ、『禁秘抄』『貞観政要』『群書治要』といった具体的な和漢の帝王学の書物を挙げて、学問を学ぶことにより日本国の帝王としてよりよき政治を行い天下太平の維持への貢献を期待するものであったと解明されている。
第一条の条文は鎌倉時代の順徳天皇が記した有職故実書『禁秘抄』に書かれている文章の抜粋である。これについて橋本政宣は第一条にこれに関白が連署して公家法としての要件を得る事によってこの法度の実際の制定権力である江戸幕府への「大政委任」の法的根拠を与えたと解説する。
橋本の分析によると、武家伝奏の位置付けなど朝幕関係のあり方を規定し、幕府への大政委任に法的根拠を与えた事は事実であるが、直接的に朝廷の統制を目的とした条文は存在していない。そもそもこの法度の対象に含まれるのは、大政委任を受けた征夷大将軍の指揮下に置かれて自身も武家官位の任命対象である「武家」や僧官の任命対象である「僧侶」など、朝廷と将軍によって任官された全ての身分が拘束されるものである。更に、新規に定められたものは朝幕関係規定以外は宮中座次など、むしろ朝廷内部で紛糾していた問題に関連する部分が多い。戦国時代の混乱期に一旦は解体しかけた朝廷及び公家社会の秩序回復に、江戸幕府が協力する姿勢を示したものとも言える。これは歴史上で見れば、鎌倉時代に皇位継承で朝廷内が紛糾した際に鎌倉幕府が両統迭立原則を呈示して仲裁にあたった事例に近い性質のものである（ここで問題とされたものは、後に紫衣事件や尊号一件などで再び議論が持ち上がったものばかりで、幕府権力をもってしても困難な課題であった事も共通している）。つまり、禁中並公家諸法度本来の趣旨としては公家・武家・僧侶が天皇及びその大政委任を受けた征夷大将軍に仕えるための秩序作りのための法度であった結論づける。これに対して田中暁龍は法度の作成に二条昭実ら朝廷側も関与していたことや宮中座次などの問題の解決を目指したことについては同意するが、一条兼香（江戸時代中期の摂関）が示した第一条解釈（『兼香公記』享保20年4月22日条）を引用しながら、朝廷において天皇に求められた学問は和歌や文学よりも「国家治政の学問」であるという論理は『禁秘抄』が書かれた昔から一貫して変わっておらず、その朝廷側の論理を幕府が汲み込む形で第一条は成立したと考えられ、幕府側の論理である大政委任の法的根拠と解釈することは出来ないとしている。
江戸幕府による朝廷及び公家社会の秩序回復については、関ヶ原の戦いの翌月（慶長5年（1600年）10月）に、公家領の録上を行い、翌年には禁裏御料をはじめとして女院・宮家・公家・門跡に対する知行の確定を行っている。続いて、地下官人制度の再編成を行っており（出納平田家による蔵人方統率など）、禁中並公家諸法度もその流れの一環として位置づけられる。また、武家官位との関係で言えば、武家官位の員外官化と公家官位からの分離は既に慶長11年（1606年）4月に導入されていた武家官位推挙の江戸幕府への一本化と合わせ、豊臣氏宗家を摂関家に豊臣氏庶流や木下氏および徳川・前田・上杉・毛利・宇喜多の諸氏を清華家として位置づけようとした豊臣政権における官位システムの解体と徳川氏による武家官位掌握を目指したものであり、その結果徳川氏一門を唯一の武家公卿とする原則（まれに加賀藩前田氏などが公卿となった例がある）が確立された。なお、武家（＝徳川将軍家）の太政大臣（徳川家康・秀忠・家斉が就任）に関しては、江戸幕府は武家官位、朝廷は公家官位として認識しており、その認識にずれが生じている。
徳川家広は禁中並公家諸法度法度を憲法であったとし、また同法度を「世界最初の長続きした憲法」としている。